# Lutz Schott von Schottenstein

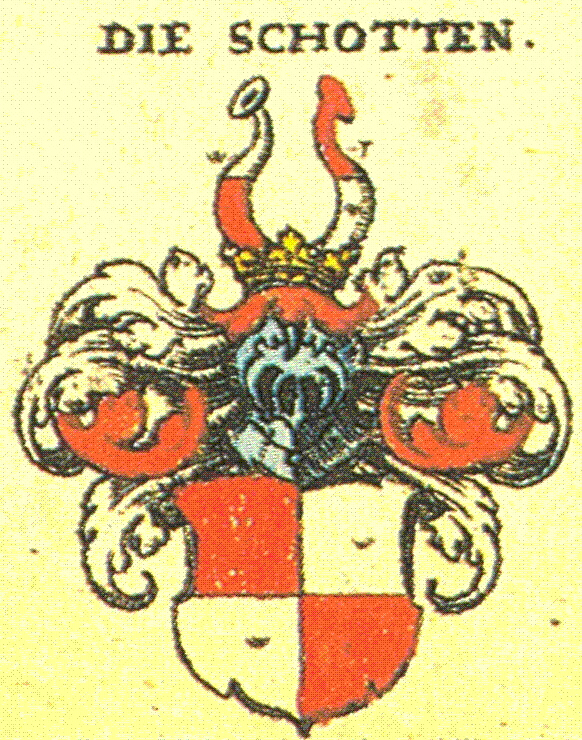
Wappen der Familie Schott von Schottenstein aus Siebmachers Wappenbuch

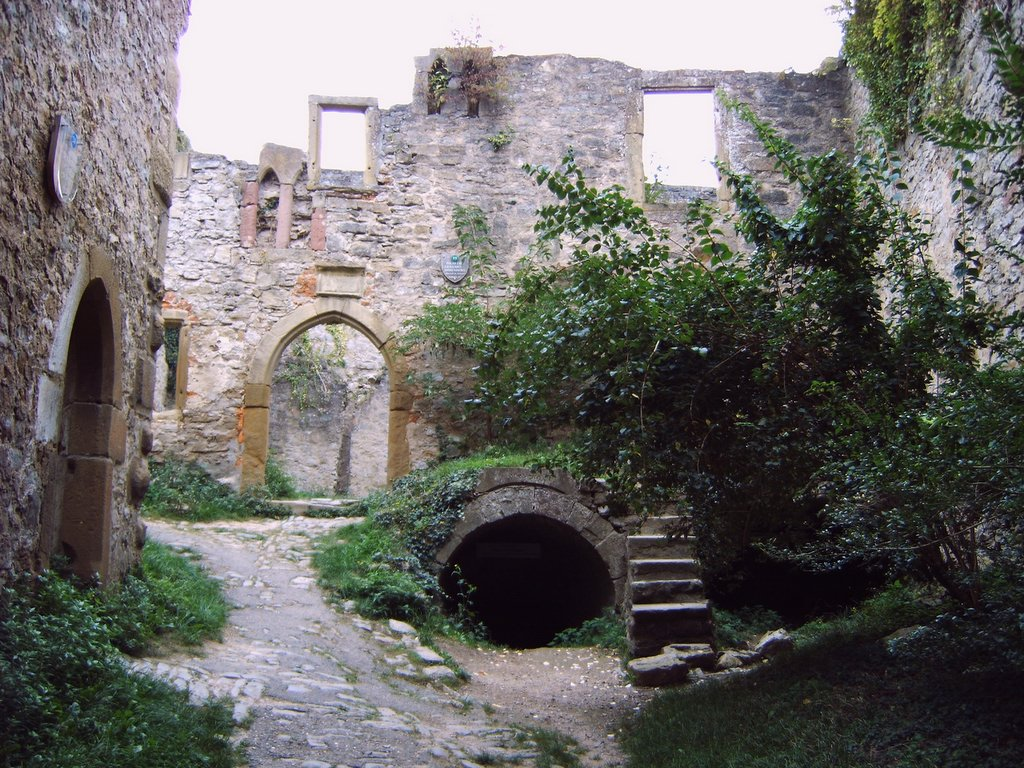
Das Ehrenberger Palas auf Burg Hornberg wurde von Lutz Schott unterkellert, umgebaut und bis zum Verlust der Burg bewohnt.

Lutz Schott von Schottenstein († zwischen Juni und September 1484 in Nürnberg), ein fränkischer Adliger vom Obermain aus der Familie Schott von Schottenstein, stand in militärischen Diensten des Pfalzgrafen Friedrich des Siegreichen. Dieser setzte Lutz Schott als Amtmann des Städtchens Weinsberg ein. Im Frühjahr 1460 griff im Zuge des durch Kaiser Friedrich III. gegen den pfälzischen Kurfürsten Friedrich I. ausgerufenen Reichskrieges Graf Ulrich V. von Württemberg Weinsberg mit 2000–3000 Mann an. Mit Heilbronner und Wimpfener Unterstützung gelang Lutz Schott die erfolgreiche Verteidigung der Stadt, wobei von den Angreifern zwei Ritter, 60 weitere Männer, sowie Hans von Rechberg und ein Graf von Helfenstein fielen.
1470 eroberte Schott im Auftrag des Pfalzgrafen die Burg Boxberg. Für seine großen militärischen Verdienste erhielt er die 1464 gekaufte Burg Hornberg als Lehen. Wegen der morganatischen Ehe, die Friedrich der Siegreiche mit Klara Dett eingegangen war, was jedoch ein Staatsgeheimnis war, kam es zwischen beiden zum tiefen Zerwürfnis. Schließlich misstraute Friedrich auch Lutz Schott, weil der Pfalzgraf den Verdacht gegen ihn hegte, er stehe mit seinen politischen Gegnern in heimlichen Verhandlungen.
Lutz Schott wurde vom Hornberg 1474 verjagt. Das Domkapitel Würzburg setzte ihn als Amtmann auf dem Hinterfrankenberg ein, wo er sich mit der Familie von Absberg anfreundete, die auf der benachbarten Burg Vorderfrankenberg saß. Dort heiratete sein Sohn Konrad Dorothea von Absberg, die Schwester des später berüchtigten Hans Thomas von Absberg. Als Burg Hinterfrankenberg wenig danach im Auftrag des Markgrafen von Brandenburg zerstört wurde, zog Lutz Schott zurück nach Lichtenfels am Main. Dort wurde er Gefolgsmann von Herzog Albrecht von Sachsen. Auch sein neuer Ansitz wurde infolge einer Fehde mit dem Adelsgeschlecht derer von Schaumberg nach einer Explosion zerstört. Als seine Söhne dort Pulver trockneten, hatte es sich ungewollt entzündet, wobei neun Personen umkamen.
Lutz Schott verstarb in Nürnberg zwischen Juni und September 1484. Seine Frau und Sohn Konrad 1504 stifteten ihm in Staffelstein eine Seelenmesse.